# Homolobus crenulatus
Homolobus crenulatus är en stekelart som beskrevs av Van Achterberg 1979. Homolobus crenulatus ingår i släktet Homolobus och familjen bracksteklar. Inga underarter finns listade i Catalogue of Life.